# Cá vây chân lưng gù
Cá vây chân lưng gù hay Cá vẩy chân (tên khoa học: Melanocetus johnsonii) sống ở độ sâu 2.000 m, có vẻ ngoài cục mịch, kì dị. Mình chúng tròn trịa như một quả bóng khiến mọi người có cảm giác chúng có thể nuốt chửng một người nào đó mà không mấy khó khăn. Loài này có cái miệng rộng hoác với hàm răng sắc nhọn mọc tua tủa. Chính những đặc điểm bên ngoài này khiến mà chúng có cái tên thứ hai là "quỷ đen xấu xí". Điều đáng ngạc nhiên là chiều dài tối đa của loài này chỉ có 12,7 cm.

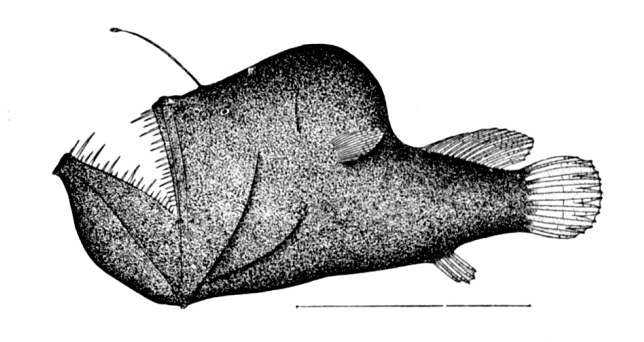
Melanocetus johnsonii

Dọc sống lưng của cá vẩy chân dày đặc những gai phát sáng để thu hút con mồi. Khi con mồi đến đủ gần, chúng ngay lập tức chộp lấy và nghiền nát bằng bộ hàm to khỏe, đầy mãnh lực. Một thực tế ít người biết tới là ở loài này, những cá thể đực thường nhỏ hơn và trông rất khác so với những cá thể cái, chiều dài 3 cm cho giống đực và 20 cm cho giống cái. Con đực chỉ to cỡ một ngón tay và có những chiếc răng hình lưỡi câu để bám và sống ký sinh suốt đời trên con cái. Nếu không, những anh chàng "thiếu ga-lăng" này sẽ không thể sống sót vì thiếu thức ăn.

## Hình ảnh

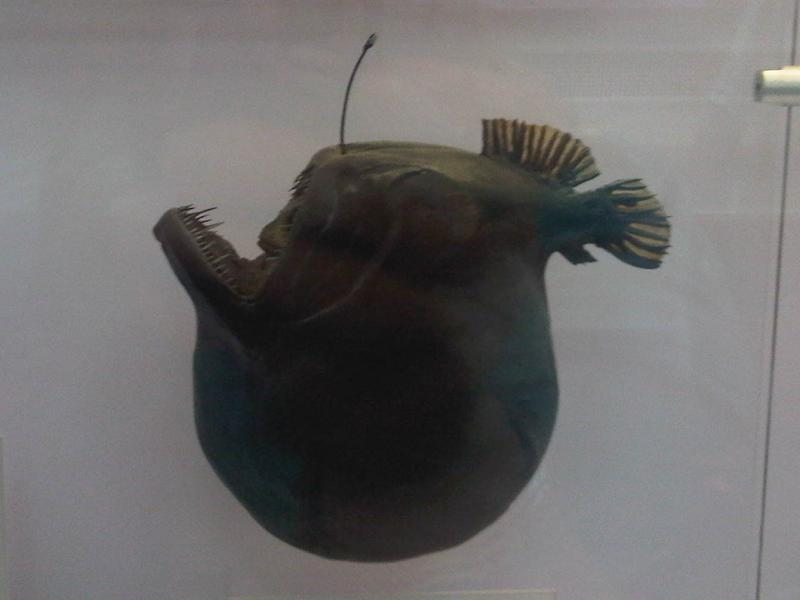
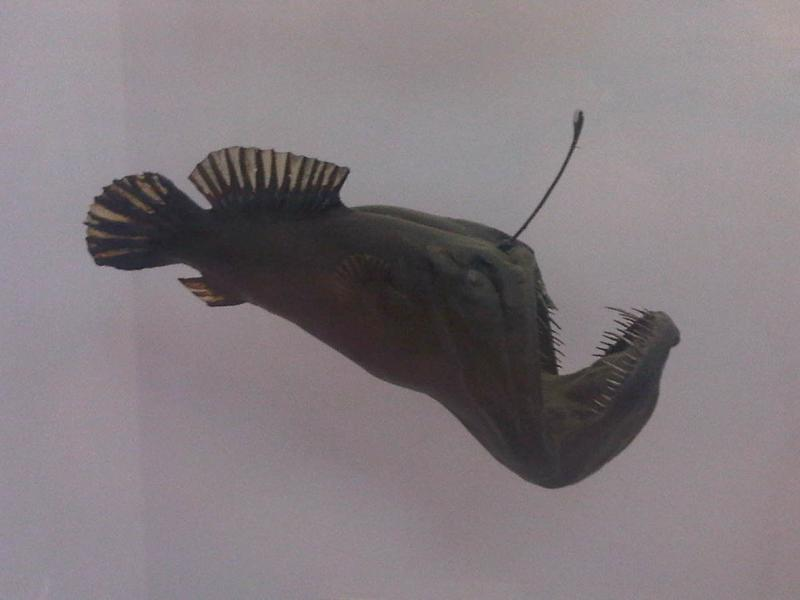
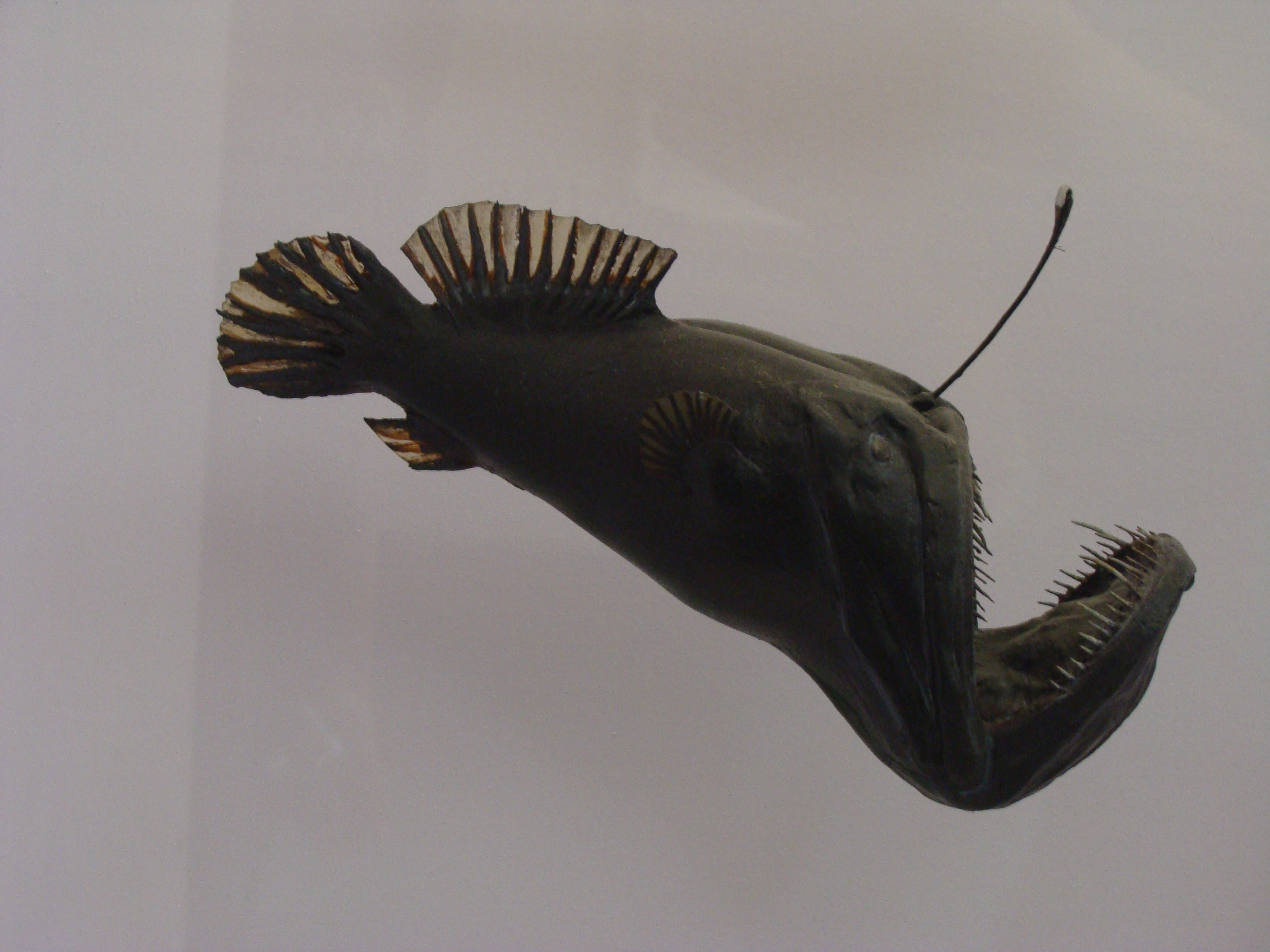
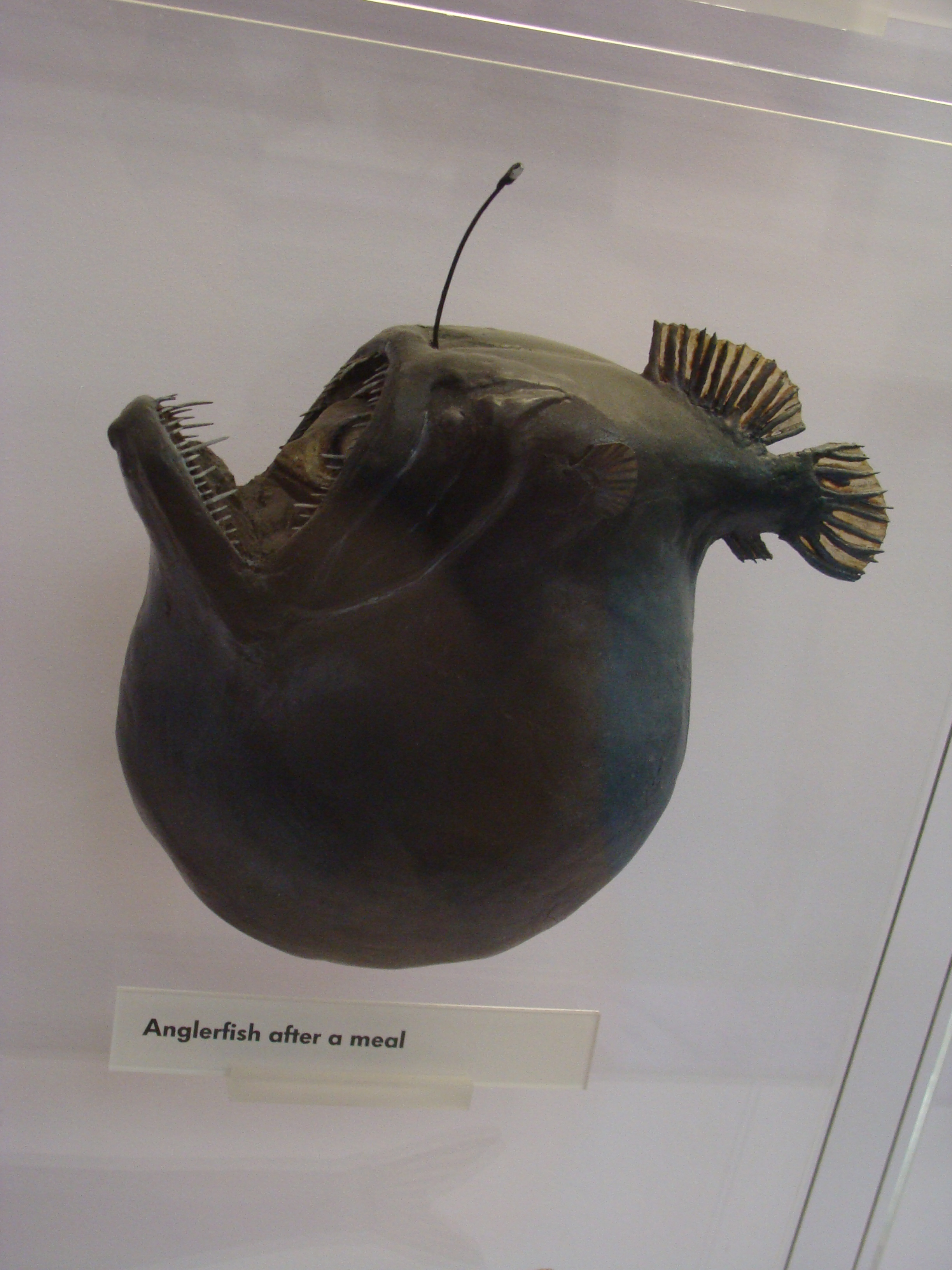